# Richard Pusch
Richard Pusch (* 28. November 1912 in Dresden; † 21. Juli 1998 in Tegernsee) war ein deutscher Maler und Grafiker.

## Leben und Werk
Richard Pusch war das siebente von neun Kindern seiner Eltern. Von 1927 bis 1928 absolvierte er in Dresden eine Bäckerlehre. Danach schlug er sich vier Jahre als Arbeitsbursche durch. Er besuchte die Volkshochschule und belegte  von 1930 bis 1933 in Dresden Abendstunden an der Technischen Lehranstalt und an der Staatlichen Akademie für Kunstgewerbe und von 1933 bis 1936 an der Akademie für Bildende Künste. Von 1936 bis 1938 studierte er bei Rudolf Schramm-Zittau an der Akademie für Bildenden Künste und von 1938 bis 1939 bei Woldemar Winkler an der private „Akademie für Zeichnen, Malen und Modellieren“ („Akademie Simonson Castelli“). (Die vorliegenden Informationen über seine Studienzeit differieren teilweise). „Von Winkler erhielt ich, trotzdem er mich nicht verstand, alles das, was mir damals noch als Maler und Graphiker fehlte“ sagte Pusch später.
Von 1940 bis 1945 nahm Pusch als Soldat der Wehrmacht am Zweiten Weltkrieg teil, wobei er verwundet wurde. Das Haus seiner Eltern in Dresden-Reick fiel 1945 einem Bombenangriff zum Opfer.
Nach der Entlassung aus der Kriegsgefangenschaft ging Pusch 1945 nach Reinhardtsgrimma, wo er sich ein Atelier einrichtete und als freischaffender Maler und Grafiker arbeitete. 1946 wurde er Mitglied der Gewerkschaft für Kunst, Schrifttum und freie Berufe, 1951 des Verbands Bildender Künstler der DDR.
Pusch schuf neben Tafelbildern vor allem Aquarelle von Landschaften, Blumen und Bildnissen aus dem familiären Bereich, häufig im impressionistischen Stil. Daneben machte er Arbeiten aus Emaille und Bleiglas, in den letzten Jahren auch Collagen. Der Kunsthistoriker Erhard Frommhold bezeichnete seine Werke als „auserlesenen Realismus“.
Pusch war seit 1946 mit Hildegard Vogler verheiratet. Aus der Ehe gingen ein Sohn und eine Tochter hervor.

## Zeitgenössische Rezeption
„Sein Zeichenstil hat einen malerischen Charakter. Er verzichtet auf einen formal korrekten Stil des Linearen … Ihm geht es um die Sichtbarmachung des „Seelischen“ durch Charakteristik und Abkürzung. … Seinen Bildern gehen lange Stunden vor der Natur voraus. Pusch setzt sich aber nicht vor die Natur und malt sie ab. Dadurch gerade erreicht er höchste Naturwahrheit und zugleich höchste Kunstwahrheit.“

## Werke (Auswahl)

### Tafelbilder
- Hochzeitsgesellschaft auf dem Weg in die Kirche (Öl)[3]
- Kinderbildnis, Hannelore (Öl; ausgestellt 1946 auf der Ausstellung „Heimat + Arbeit“ in Dippoldiswalde)[4]
- Kopf eines Schwerarbeiters (1949, Tempera, 77 × 55 cm; Dresdener Galerie Neue Meister)[5]
- Bauernbursche mit Pferden (Tempera)[6]
- Seenlandschaft mit Birken (Öl)[7]
- Holzsammlerin (um 1950, Öl)[8]
- Bauarbeiter (Tempera, 46 × 33 cm; auf der Dritten Deutschen Kunstausstellung)[9]
- Frühling am Lilien- und Königstein (um 1954 Öl)[10][11]
- Weltjugendtreffen bei Nacht (um 1953, Öltempera)[12][11]
- Dorfstraße in Reinhardsgrimma (1960, Tempera, 32 × 49 cm; Lohberger Museum & Galerie, Dippoldiswalde)[13]
- An der Brühlschen Terrasse in Dresden (Tempera, 1965)[14]

### Aquarelle
- Später Abend (1948)[15]
- Elblandschaft (auf der Ausstellung „Heimat + Arbeit“ in Dippoldiswalde)[16]
- Erzgebirgslandschaft (um 1949; Sammlung Erzgebirgische Landschaftskunst)[17]
- Freiberg im Gewitter (im Bestand des Stadt- und Bergbaumuseums Freiberg)[18]
- Auf der Dorfstraße[19]
- Allee im Herbst[20]

- Bauplatz (um 1953, 68 × 88 cm; auf der Dritten Deutsche Kunstausstellung)[21]
- Bahnhofseinfahrt (68 × 88 cm; auf der Dritten Deutsche Kunstausstellung)[22]

### Zeichnungen
- Herbst im Erzgebirge (Wachsstift)[23]
- Am Dorfbach (Wachsstift)[24]
- Zebras (Wachsstift)[25]
- Hafen am Abend (Wachsstift)[26]

## Ausstellungen
- 1946: Dresden, Kunstausstellung Sächsische Künstler[27]
- 1946: Dippoldiswalde, „Heimat + Arbeit“
- 1947: Freiberg, Stadt- und Bergbaumuseum, 2. Ausstellung Erzgebirgischer Künstler[28]
- 1948: Freiberg, Stadt- und Bergbaumuseum, 3. Ausstellung Erzgebirgischer Künstler[29]
- 1949 und 1953: Dresden, 2. und Dritte Deutsche Kunstausstellung
- 1951/1952: Berlin, Museumsbau am Kupfergraben („Künstler schaffen für den Frieden“)
- 1974: Dresden, Bezirkskunstausstellung
- 1998: Dippoldiswalde, Osterzgebirgsgalerie im Schloss Dippoldiswalde (Einzelausstellung mit Malerei und Grafik)